# 山代吉宗
山代 吉宗（やましろ よしむね、1901年7月7日 - 1945年1月14日）は、日本の労働運動家。

## 経歴
福島県石城郡磐崎村(現いわき市)生まれ。1922年、明治大学政経科卒業。父親の跡を継いで常磐炭田で飯場頭となった。1926年、日本労働総同盟日本坑夫組合磐城支部を、続いて同常磐地方連合会を結成、このため解雇された。1927年1月に起こった磐城炭礦争議を指導、同年5月の入山炭礦争議を支援した。また労働農民党磐城支部を結成、支部長・中央執行委員に選任された。磐城炭礦争議で敗北、茨城県で地下活動に入った。この頃、日本共産党に入党。田中ウタをハウスキーパー (日本共産党)にする。
1929年（昭和4年）の四・一六事件で検挙。裁判では一審、控訴審、上告審でいずれも懲役6年の判決が言い渡された。
この過程で、1931年（昭和6年）1月26日に東京控訴院で行われた判決言渡しにおいて、山代が演説を行い裁判を妨害。すると傍聴人として訪れていた母くにも呼応し、万歳を連呼して法廷を混乱に陥れている。
1935年（昭和10年）に出所。のちの作家山代巴（旧姓徳毛）と結婚したが、1940年（昭和15年）党再建活動中に妻とともに再検挙された。裁判で懲役6年を言い渡され、病気のため獄死した。